# Berievo, Gabrovo
Berievo (în bulgară Бериево) este un sat în comuna Sevlievo, regiunea Gabrovo,  Bulgaria. 

## Demografie
Componența etnică a satului Berievo
     Bulgari (94,09%)
     Turci (3,47%)
     Nicio identificare (2,43%)
     Altele (0%)
La recensământul din 2011, populația satului Berievo era de 288 locuitori. Din punct de vedere etnic, majoritatea locuitorilor (94,09%) erau bulgari, cu o minoritate de turci (3,47%). Pentru 2,43% din locuitori nu este cunoscută apartenența etnică.